# Aceratium sericeum
Aceratium sericeum är en tvåhjärtbladig växtart som beskrevs av Albert Charles Smith. Aceratium sericeum ingår i släktet Aceratium och familjen Elaeocarpaceae. Inga underarter finns listade i Catalogue of Life.